# Elizabeth Carnegy
 (septembre 2021).
Elizabeth Patricia Carnegy de Lour, baronne Carnegy de Lour, (28 avril 1925 - 9 novembre 2010) est une universitaire et militante écossaise.

## Biographie
Fille du lieutenant-colonel Ughtred Elliott Carnegy de Lour et de sa femme Violet, Elizabeth Carnegy fait ses études à l'école Downham dans l'Essex. Elle travaille au Laboratoire Cavendish à Cambridge de 1943 à 1946 et est présidente pour l'Écosse de la Girl Guides Association de 1979 à 1989. Elle est membre du Conseil et du Comité des finances de l'Open University de 1984 à 1996. Elle est membre de la cour de l'Université de St Andrews de 1991 à 1996. À partir de 1989, elle est membre honoraire de la Scottish Library Association.
Carnegy est présidente du groupe de travail sur la formation professionnelle dans l'éducation communautaire en Écosse (1975–77), commissaire à la Commission des services de main-d'œuvre (1979–82), et membre du Conseil écossais pour l'enseignement supérieur (1979– 84). De 1980 à 1983, elle est présidente du comité de la Commission des services de main-d'œuvre pour l'Écosse. De 1980 à 1983, elle est membre du Scottish Economic Council. En 1981, elle est présidente du Scottish Council for Community Education et, en 1984, membre du conseil d'administration du Royal Jubilee Trust, occupant les deux postes jusqu'en 1988.
Le 14 juillet 1982, elle est créée pair à vie avec le titre de baronne Carnegy de Lour, de Lour dans le district d'Angus et en 1993, membre honoraire du Scottish Community Education Council. Carnegy est membre de la Royal Society of Arts (FRSA) et lieutenant adjoint d'Angus de 1988 jusqu'à sa mort. Elle reçoit un LLD de l'Université de Dundee en 1991, et de l'Université de St Andrews en 1997 ainsi que le titre de docteur de l'Open University en 1998. Entre 1969 et 1984, elle est shérif honoraire d'Angus.